# UCI Coupe des Nations Femmes Juniors 2017
Navigation
Édition précédente Édition suivante
L'UCI Coupe des Nations Femmes Juniors 2017 est la deuxième édition de l'UCI Coupe des Nations Femmes Juniors. Elle est réservée aux cyclistes de sélections nationales de moins de 19 ans (U19). Elle est organisée par l'Union cycliste internationale. Pour cette édition, seize épreuves sont au programme, deux classiques, deux courses par étapes, dix championnats continentaux et les deux épreuves des mondiaux.

## Résultats

### Épreuves
| Date         | Épreuve                                                | Pays                   | Vainqueur                          | Deuxième                 | Troisième                  | Leader (nations) |
| ------------ | ------------------------------------------------------ | ---------------------- | ---------------------------------- | ------------------------ | -------------------------- | ---------------- |
| 15 février   | Championnats d'Afrique du contre-la-montre juniors     | Égypte                 | Kasahun Gebremedhn                 | Hailu Haftu              | Okorie Jacinta             | Éthiopie         |
| 17 février   | Championnats d'Afrique sur route juniors               | Égypte                 | Hailu Zayd Haftu                   | Kasahun Gebremedhn       | Yasser Mariam              | Éthiopie         |
| 26 février   | Championnats d'Asie du contre-la-montre juniors        | Bahreïn                | Qiao Kang                          | Marina Kurnossova        | Liontin Setiawan           | Éthiopie         |
| 1er mars     | Championnats d'Asie sur route juniors                  | Bahreïn                | Yue Chang                          | Misuzu Shimoyama         | Chaniporn Batriya          | Éthiopie         |
| 9 mars       | Championnats d'Océanie du contre-la-montre juniors     | Australie              | Maeve Plouffe                      | Libby Arbuckle           | Madeleine Fasnacht         | Éthiopie         |
| 10 mars      | Championnats d'Océanie sur route juniors               | Australie              | Madeleine Fasnacht                 | Sarah Gigante            | Emily Mascaro              | Australie        |
| 19 mars      | Trofeo Da Moreno-Piccolo Trofeo Alfredo Binda juniors  | Italie                 | Lorena Wiebes                      | Clara Copponi            | Martina Fidanza            | Italie           |
| 26 mars      | Gand-Wevelgem juniors                                  | Belgique               | Pfeiffer Georgi                    | Amber van der Hulst      | Lorena Wiebes              | Pays-Bas         |
| 5-8 avril    | Healthy Ageing Tour                                    | Pays-Bas               | Lorena Wiebes                      | Amber van der Hulst      | Emma Norsgaard Jørgensen   | Pays-Bas         |
| 21-23 avril  | Circuit de Borsele juniors                             | Pays-Bas               | Amber van der Hulst                | Pfeiffer Georgi          | Anne de Ruiter             | Pays-Bas         |
| 4 mai        | Championnats panaméricains du contre-la-montre juniors | République dominicaine | Cinthya Teresita Covarrubias Rocha | Andrea Ramírez Fregoso   | Khamila Sepulveda Peñaloza | Pays-Bas         |
| 7 mai        | Championnats panaméricains sur route juniors           | République dominicaine | Daniela Atehortúa Hoyos            | Laura Sofia Castillo     | Andrea Ramírez Fregoso     | Pays-Bas         |
| 2 août       | Championnats d'Europe du contre-la-montre juniors      | Danemark               | Elena Pirrone                      | Letizia Paternoster      | Emma Norsgaard Jørgensen   | Pays-Bas         |
| 4 août       | Championnats d'Europe sur route juniors                | Danemark               | Lorena Wiebes                      | Emma Norsgaard Jørgensen | Letizia Paternoster        | Pays-Bas         |
| 18 septembre | Championnats du monde du contre-la-montre juniors      | Norvège                | Elena Pirrone                      | Alessia Vigilia          | Madeleine Fasnacht         | Pays-Bas         |
| 22 septembre | Championnats du monde sur route juniors                | Norvège                | Elena Pirrone                      | Emma Norsgaard Jørgensen | Letizia Paternoster        | Pays-Bas         |

### Classement par nations
| #  | Pays            | Pts. |
| -- | --------------- | ---- |
| 1  | Pays-Bas        | 318  |
| 2  | Grande-Bretagne | 162  |
| 3  | Italie          | 159  |
| 4  | France          | 131  |
| 5  | Danemark        | 83   |
| 6  | Australie       | 45   |
| 7  | Belgique        | 40   |
| 8  | Allemagne       | 38   |
| 9  | Russie          | 28   |
| 10 | États-Unis      | 17   |